# Olimpia Teodora
O Olimpia Teodora, é uma equipe italiana de voleibol masculino da comuna de Ravena, província de homônima, região da Emília-Romanha.

## Histórico

### Fundação e sucesso nas categorias de base
O clube por iniciativa do professor Alfa Garavini foi fundado em fevereiro de 1965. Os bons resultados ocorreram já na década de 70 com as categorias de base e por isso houve investimento no time adulto, este participou pela primeira vez na Série A na jornada de 1976-77 , quando alcançou a quinta colocação. E entrou pro rol dos grandes times italianos ao vencer os campeonatos nas temporadas de 1980-81 e 1981-82, ocasiões que tinha o patrocínio da "Diana Docks", sob o comando do técnico Com Sergio Guerra e entre as jogadoras estavam Manuela Benelli, Liliana Bernardi e Patrizia Prati.

### Década vitoriosa e o título mundial
Em 1983, o grupo Ferruzzi   através da marca Olio Teodora passa a patrocinar o time, em virtude disso, as cores do time mudaram, antes branco e azul, passou a ser amarelo e vermelho, seguiu com o técnico Sergio Guerra e com a direção esportiva de Giuseppe Brusi, e registrou uma supremacia no âmbito nacional e mesmo com a implantação dos play-offs da temporada 1983-84, não alterou o pódio nacional.
Alguns recordes foram estabelecidos, por exemplo, a vitória na temporada 1981-82 o Patriarca Messina por um triplo de parciais de 15 a zero, além de outro o ocorrido em 8 de dezembro de 1987 (desde 15 de março de 1985), quando atingiu a marca de 72 vitórias consecutivas.Anos depois as categorias de base formando grandes talentos para seleção italiana. Os êxitos não era restrito ao âmbito nacional, também continental e internacionais, após quatro temporadas com o vice-campeonato consecutivos (de 1983 a 1987), sagrou-se  bicampeão da Liga dos Campeões da Europa  nas temporadas 1987-88 e 1991-92,  e obteve o título no Campeonato do Mundo de Clubes 1992.
Mesmo com a incrível marca de onze campeonatos italianos consecutivos obtida no início dos anos 90, recorde inigualável na história do esporte italiano, começou a enfrentar dificuldades, principalmente com mudança de geração, a saída do grupo Ferruzzi e a ascensão  de outros clubes italianos, foi renomeado novamente para Olimpia Teodora, passando por uma década discreta, desistiu  de participar após final do campeonato 2003-04, cedendo os direitos ao Robursport Pesaro para a jornada 2004-05, e passou a competir na Série B2.

### Declínio
Na jornada esportiva de 2005-06, Sergio Guerra  retoma o comando técnico e o time ascendeu à Série B1 e quase alcançou a promoção a Série A2 nos períodos de 2006-07 e 2007-08.No início da temporada 2008-09 comprou os direitos desportivos da "AICS Forlì" para participar no campeonato A2,  e por problemas financeiros acabou desistindo, e impactou que foi rebaixada a Série D, e neste ano de 2009 a empresa foi vendida para o Consorzio Pallavolo Ravenna, ocorrendo mais uma vez a mudança de nome Teodora Pallavolo Ravenna.
Na temporada 2009-10, o time venceu o campeonato regional da Série C e ascendeu à Série B2 e nesta permaneceu por uma temporada e novo rebaixamento posteriormente. Na jornada 2011-12, a direção do clube decidiu competir com o time juvenil e desistiu da Série C e foi disputar a Série D. Após várias temporadas nas divisões inferiores, no final do campeonato da Série B1 de 2016–17 conquistou a promoção à Série A2, depois de treze anos. Em seguida, ocorreu a fusão com o Olimpia Alfa Garavini Ravenna, que ascendeu juntamente a A2, conquistando o título nesta divisão.

### Novos rumos
Regressou a Série A2 2017-18, com time comandado por Simone Angelini e nova tentativa nesta divisão na jornada 2018-19 cujo técnico foi Aniello "Nello" Caliendo, e com mudança no formato do campeonato, composto por dois grupos avançou a segunda fase do após quinto lugar na fase classificatória. A temporada 2019-20, marcou a chegada do técnico Simone Bendandi e em virtude da Pandemia da COVID-10 a competição foi interrompida, e o time estava na terceira posição na fase classificatória.
No período de 2020-021, o time apresentou alternância na competição e após vencer a repescagem, pode disputar os playoffs da promoção, e neste venceu a série das quartas de final o Pallavolo Mondovì no "Golden Set" e disputaram a série semifinal diante do Pallavolo Pinerolo, na qual perderam as duas partidas, e na história mais recente até então, foi melhor resultado.Já na edição de 2021-22, novamente alcança a fase de playoffs de promoção consecutivamente e ocorreu a eliminação nas oitavas de final diante do Volley Talmassons.
Após cinco temporadas na série A2, no final do campeonato anterior, renunciou a participação na edição de 2022-23, cedendo os direitos para o Volley Assitec e passou a disputar a Série B2.

## Títulos

### Campeonatos internacionais
Mundial de Clubes
- Campeão: 1992

 Liga dos Campeões
- Campeão: 1987-88, 1991-92
- Vice-campeão: 1983-84,1984-85, 1985-86,1986-87,1988-89,1989-90, 1992-93
- Terceiro lugar:1990-91

 Taça CEV
 Taça Challenge

### Campeonatos nacionais
Campeonato Italiano
- Campeão:1980-81, 1981-82, 1982-83, 1983-84, 1984-85, 1985-86, 1986-87, 1988-89,

1989-90, 1990-91
- Vice-campeão:1992-93

 Copa Itália
- Campeão: 1979-80, 1980-81, 1983-84, 1984-85, 1986-87, 1990-91,